# Shannon Cappelletti
Shannon Cappelletti (Lipscomb) (ur.  1956) – amerykańska brydżystka, World Intrenational Master (WBF).
Mężem Shannon Cappelletti jest Mike Cappelletti Jr.
Shannon Cappelletti w roku 2003 była niegrającym kapitanem drużyny juniorów amerykańskich a w roku 2004 wykładowcą na obozie dla juniorów organizopwanym przez WBF.

## Wyniki brydżowe

### Zawody światowe
W światowych zawodach zdobyła następujące lokaty:
| Mistrzostwa Świata. Konkurencja teamów | Mistrzostwa Świata. Konkurencja teamów | Mistrzostwa Świata. Konkurencja teamów | Mistrzostwa Świata. Konkurencja teamów | Mistrzostwa Świata. Konkurencja teamów | Mistrzostwa Świata. Konkurencja teamów |
| Rok                                    | Miejsce                                | Zawody                                 | Kategoria                              | Drużyna                                | Pozycja                                |
| -------------------------------------- | -------------------------------------- | -------------------------------------- | -------------------------------------- | -------------------------------------- | -------------------------------------- |
| 2010                                   | Filadelfia                             | 13. Seria Mistrzostw Świata            | Miksty                                 | Gordon                                 | 17                                     |
| 2010                                   | Filadelfia                             | 13. Seria Mistrzostw Świata            | Kobiety                                | Fireman                                | 3                                      |
| 2006                                   | Werona                                 | 12. Mistrzostwa Świata                 | Kobiety                                | Jacobs                                 | 17                                     |
| 1998                                   | Lille                                  | 10. Mistrzostwa Świata                 | Open                                   | Shay                                   | 113                                    |

| Mistrzostwa Świata. Konkurencja par | Mistrzostwa Świata. Konkurencja par | Mistrzostwa Świata. Konkurencja par | Mistrzostwa Świata. Konkurencja par | Mistrzostwa Świata. Konkurencja par | Mistrzostwa Świata. Konkurencja par |
| Rok                                 | Miejsce                             | Zawody                              | Kategoria                           | Partner                             | Pozycja                             |
| ----------------------------------- | ----------------------------------- | ----------------------------------- | ----------------------------------- | ----------------------------------- | ----------------------------------- |
| 2010                                | Filadelfia                          | 13. Mistrzostwa Świata              | Miksty                              | George Colter                       | 394                                 |
| 2006                                | Werona                              | 12. Mistrzostwa Świata              | Miksty                              | Glenn Eisenstein                    | 446                                 |
| 2006                                | Werona                              | 12. Mistrzostwa Świata              | Kobiety                             | Stacy Jacobs                        | 100                                 |
| 2002                                | Montreal                            | 11. Mistrzostwa Świata              | Miksty                              | Mike Cappelletti Jr                 | 31                                  |

## Klasyfikacja
- Shannon Cappelletti – klasyfikacja WBF (ang.)